# Monarchianizmus
A monarchianizmus utalhat tágabb értelemben egy folyamatosan fennálló, több szerző által is képviselt teológiai irányzatra, vagy a Kr. u. 2-4. században jelenlevő eretneknek nyilvánított keresztény mozgalmakra.

## Monarchianizmus általában
Monarchianistának nevezzük azokat a szentháromságtani megközelítésesket, amelyek tagadják a három isteni személy valóságos különbözőségét. Hagyományosan két irányzatot különítünk el a monarchianizmuson belül, az adopcionizmust vagy dinamikus monarchianizmust, amely szerint Jézus Krisztus eredendően nem isteni természetű, hanem saját kiválósága és az isteni kegyelem révén lett Isten fia, és a modalizmust vagy szabellianizmust, ami szerint a három isteni személy, mint valóságos személyek nem különböznek, csak különböző aspektusai az egy isteni valóságnak.

## Az első monarchiánus vita (180 – 400)
Az első monarchiánus vita az egyházon belül zajlott, mindkét (illetve mindhárom) nézet képviselői között találunk magas rangú egyházi személyeket. A vita a Szentháromság lehetséges értelmezései körül zajlott, s maga az ortodox szentháromság-fogalom is a vita során kristályodott ki: Tertullianus a Praxeas ellen írott művében adja meg a „Három személy egy szubsztancia.” klasszikus megfogalmazását, ami sokáig a Szentháromság keresztény dogmájának alapköve volt.